# Mia Malkova
Mia Malkova (Palm Springs, Kalifornia, 1992. július 1. –) amerikai pornószínésznő és Twitch-streamer.

## Karrier
Első munkahelyét még 16 évesen  McDonald's- ban kapta meg, majd a Sizzlerben dolgozott egészen addig, míg leforgatta az első jelenetét. 2012 decemberében Malkova volt a "Twistys Treat of the Month", 2013-ban pedig az "Twistys Treat of the Year". Ebben az időszakban az anyacéggel, a Mindgeekkel kötött szerződést.  2014-ben, amikor ez a szerződés lejárt, szerződést kötött egy másik céggel, a Hard X-szel, miszerint kizárólag férfiakkal szerepelhet a jelenetekben.
Malkova lett 2016 októberében a "Penthouse Pet of the Month".  
2018-ban szerepelt a God, Sex and Truth című dokumentumfilmben, amely a női szexualitás és szépség erejéről szól. Egy interjúban azt állítja, hogy "az egyetlen ok, amiért pornóba kezdett, az az, hogy szereti a szexet, és a pornó világa a legbiztonságosabb és legjobb hely a szex minden formájának felfedezésére".
2019 decemberében a Hearthstone streamerrel, Trumppal közösen egy duettet adott ki, melyben az A Whole New World című dalt éneklik.
2020 áprilisában Malkova és tizenegy másik pornószínésznő szerepelt G-Eazy "Still Be Friends" című dalának klipjében.
2020 októberében Malkova szerepelt a Ninja Sex Party "Wondering Tonight" című dalának klipjében.

## Magánélet
Malkova a kaliforniai Palm Springsben született. Testvére, Justin Hunt szintén pornószínész.

## Filmográfia
| Év   | Magyar cím Eredeti cím | Szerep | Típus     |
| ---- | ---------------------- | ------ | --------- |
| 2018 | God, Sex and Truth     | Önmaga | Rövidfilm |
| 2020 | Climax                 |        |           |